# Charles Willing Byrd
Pour les articles homonymes, voir Willing.
Charles Willing Byrd (26 juillet 1770, Westover - 25 août 1828), est un juge et homme politique américain.

## Biographie
Fils de William Byrd III et de Mary Willing Byrd (en) (fille de Charles Willing), il est élevé chez son oncle Thomas Powell, qui est professeur au collège de William et Mary. Il apprend le droit avant d'être admis au barreau en 1794.
Il est l'agent de Robert Morris à Lexington de 1794 à 1797. Il retourne alors à Philadelphie pour exercer le droit.
Il est nommé secrétaire du Territoire du Nord-Ouest le 3 octobre 1799 par le président John Adams. Il est délégué du comté de Hamilton en 1802 lors de la Convention constitutionnelle de l'Ohio (en).
Il devient gouverneur territorial par intérim le 22 novembre 1802 en remplacement d'Arthur St. Clair, relevé de ses fonctions par le président Thomas Jefferson. Il est de nouveau délégué lors de la Convention constitutionnelle de l'Ohio en 1803.
Le 1er mars 1803, Thomas Jefferson nomme Byrd premier juge de la Cour pour le district de l'Ohio.

## Sources
- (en) Cet article est partiellement ou en totalité issu de l’article de Wikipédia en anglais intitulé « Charles Willing Byrd » (voir la liste des auteurs).